# Чемпіонат АФФ з футболу серед жінок 2016
Жіночий чемпіонат Азії з футболу 2016 року (англ. 2016 AFF Women's Championship) — міжнародний футбольний турнір під егідою Федерації футболу АСЕАН для жінок з Південно-Східної Азії. Дев'ятий розіграш жіночого чемпіонату Азії, проходив у місті Мандалай, М'янма з 26 липня по 4 серпня 2016 року.

## Команди-учасниці
У турнірі, який проходив у місті Мандалай (М'янма) взяло участь 8 команд. На час оформлення груп ФІФА призупинило всі виступи Індонезії на міжнароджній арені. Австралія делегувала на турнір команду U-20, а Японія, Тайвань та Південна Корея відмовилися від запрошення взяти участь у турнірі. Оскільки жодна з трьох вище вказаних збірних так і не приїхала на турнір, то восьмою країною-учасницею став Східний Тимор
- Австралія
- М'янма (Господарі)
- Малайзія
- Філіппіни
- Сінгапур
- Таїланд (Переможці)
- В'єтнам
- Східний Тимор

## Турнір

### Груповий етап
По дві найкращі команди з кожної групи отримують право зіграти в півфіналі.
Регламент
Рейтинг команд визначається за системою набраних очок (3 очки — за перемогу, 1 — за нічию та 0 — в разі поразки). Якщо між командами-суперницями рівна кількість набраних очок, то застосовуються додаткові показники в наступному порядку:
1. Різниця забитих та пропущених м'ячів у всіх матчах групи;
2. Найбільша кількість забитих м'ячів у всіх матчах групи;
3. Результат очного поєдинку між командами;
4. Серія післяматчевих пенальті, якщо команди перебувають на полі одночасно;
5. Найменша кількість порушень принципів Чесної гри;
6. Жеребкування

Усі матчі відбуваються за місцевим часом (UTC+6:30) 

#### Група A
| Поз | Команда   | І | В | Н | П | ГЗ | ГП | РГ  | О | Кваліфікація |
| --- | --------- | - | - | - | - | -- | -- | --- | - | ------------ |
| 1   | В'єтнам   | 3 | 3 | 0 | 0 | 20 | 0  | +20 | 9 | Плей-оф      |
| 2   | Таїланд   | 3 | 2 | 0 | 1 | 12 | 2  | +10 | 6 | Плей-оф      |
| 3   | Філіппіни | 3 | 1 | 0 | 2 | 2  | 8  | −6  | 3 |              |
| 4   | Сінгапур  | 3 | 0 | 0 | 3 | 0  | 24 | −24 | 0 |              |

| 26.07.2017 15:00 UTC+6:30 |

| Таїланд                                     | 4:0        | Філіппіни |
| ------------------------------------------- | ---------- | --------- |
| Пітсамаі 21', 31' Канджана 51' Раттікан 68' | (Протокол) |           |

| Мандалартхірі, Мандалай Арбітр: Он Х'юнг Джонг |

| 26.07.2017 18:00 UTC+6:30 |

| В'єтнам | 14:0       | Сінгапур |
| --- | ---------- | -------- |
| Хуєн 4' Ліеу 8', 80' Муон 10', 45+1', 47', 53', 59', 61' Туєт Дунг 17', 50' Мінх Нгуєт 25' Нур Ізяні 36', а/г' Єн 67' | (Протокол) |          |

| Мандалартхірі, Мандалай Арбітр: Лау Бік Чі |

| 28.07.2017 15:00 UTC+6:30 |

| Філіппіни | 0:4        | В'єтнам                                  |
| --------- | ---------- | ---------------------------------------- |
|           | (Протокол) | Хоа 7' Туєт Дунг 30', 71' Мінх Нгуєт 80' |

| Мандалартхірі, Мандалай |

| 28.07.2017 18:00 UTC+6:30 |

| Сінгапур | 0:8        | Таїланд                                                                        |
| -------- | ---------- | ------------------------------------------------------------------------------ |
|          | (Протокол) | Ануцара 27', 85', 88' Аліса 30' Тханатта 58' Оратхаі 70' Танікарн 74' Ніса 74' |

| Мандалартхірі, Мандалай |

| 30.07.2017 15:00 UTC+6:30 |

| Філіппіни                 | 2:0        | Сінгапур |
| ------------------------- | ---------- | -------- |
| Де Лос Реєш 5' Вілсон 50' | (Протокол) |          |

| Мандалартхірі, Мандалай |

| 30.07.2017 18:00 UTC+6:30 |

| В'єтнам                      | 2:0        | Таїланд |
| ---------------------------- | ---------- | ------- |
| Нуйн Нху 85' Тхі Нгуєт 90+4' | (Протокол) |         |

| Мандалартхірі, Мандалай |

#### Група B
| Поз | Команда       | І | В | Н | П | ГЗ | ГП | РГ  | О | Кваліфікація |
| --- | ------------- | - | - | - | - | -- | -- | --- | - | ------------ |
| 1   | Австралія     | 3 | 2 | 1 | 0 | 25 | 1  | +24 | 7 | Плей-оф      |
| 2   | М'янма (H)    | 3 | 2 | 1 | 0 | 20 | 2  | +18 | 7 | Плей-оф      |
| 3   | Малайзія      | 3 | 1 | 0 | 2 | 14 | 6  | +8  | 3 |              |
| 4   | Східний Тимор | 3 | 0 | 0 | 3 | 0  | 50 | −50 | 0 |              |

| 27.07.2017 15:00 UTC+6:30 |

| Австралія                        | 4:0        | Малайзія |
| -------------------------------- | ---------- | -------- |
| Вайн 13', 43' Маєр 88' Чидяк 89' | (Протокол) |          |

| Мандалартхірі, Мандалай Арбітр: Буі Тхі Тху Транг (В'єтнам) |

| 27.07.2017 18:00 UTC+6:30 |

| М'янма | 17:0       | Східний Тимор |
| --- | ---------- | ------------- |
| Ван Тхеінгі Тун 3', 13', 19', 45+1', 75' Кхін Марлар Тхун 7', 33' Ї Ї У 21', 29', 39' Май Тху К'яу 22', 54', 59' Кхін Мо Мо Тун 31' Хлаїн Він 65' Ваі Ваі Аунг 71', 90+2' | (Протокол) |               |

| Мандалартхірі, Мандалай Арбітр: Лі Ї Чі (Тайвань) |

| 29.07.2017 15:00 UTC+6:30 |

| Східний Тимор | 0:20       | Австралія |
| ------------- | ---------- | --- |
|               | (Протокол) | Барб'єрі 2', 10', 24' Ненадович 9' Кондон 16', 40', 55' Вілер 23' Елліс 34', 51' Аммендолія 37', 42', 50' Айрес 45', 45+1', 59' Лефевр 65' Грін 53', 87', 90+1' |

| Мандалартхірі, Мандалай Глядачів: 15 000 |

| 29.07.2017 18:00 UTC+6:30 |

| Малайзія    | 1:2        | М'янма                                        |
| ----------- | ---------- | --------------------------------------------- |
| Рофінус 18' | (Протокол) | Кхін Мое Ваі 45+2' (пен.) Він Тхеінгі Тун 78' |

| Мандалартхірі, Мандалай Глядачів: 15 000 |

| 31.07.2017 15:00 UTC+6:30 |

| Східний Тимор | 0:13       | Малайзія |
| ------------- | ---------- | --- |
|               | (Протокол) | Сарменту 4' (аг) Еллі Піус 8', 12', 76', 82', 85' Саарані 17', 32', 35', 89' Нордін 27', 45' Маркеш 68' (аг) |

| Мандалартхірі, Мандалай Арбітр: Панніпар Камнуенг (Таїланд) |

| 31.07.2017 18:00 UTC+6:30 |

| М'янма           | 1:1        | Австралія   |
| ---------------- | ---------- | ----------- |
| Кхін Мое Ваі 41' | (Протокол) | Плессас 78' |

| Мандалартхірі, Мандалай Глядачів: 22 500 Арбітр: Лау Бік Чі (Гонконг) |

### Плей-оф
|  | Півфінали                | Півфінали    |                          |       | Фінал | Фінал |
|  |                          |              |                          |       |       |       |
|  | 2 серпня 2016 – Мандалай |              |                          |       |       |       |
|  |                          |              |                          |       |       |       |
|  | В'єтнам пен.             | 3 (5)        |                          |       |       |       |
|  | В'єтнам пен.             | 3 (5)        | 4 серпня 2016 – Мандалай |       |       |       |
|  | М'янма                   | 3 (4)        |                          |       |       |       |
|  | М'янма                   | 3 (4)        | В'єтнам                  | 1 (5) |       |       |
|  | 2 серпня 2016 – Мандалай |              | В'єтнам                  | 1 (5) |       |       |
|  |                          | Таїланд пен. | 1 (6)                    |       |       |       |
|  | Австралія                | Таїланд пен. | 1 (6)                    | 1     |       |       |
|  | Австралія                |              |                          | 1     |       |       |
|  | Таїланд                  | 2            |                          |       |       |       |
|  | Таїланд                  | 2            | Фінал                    |       |       |       |
|  |                          |              |                          |       |       |       |
|  | 4 серпня 2016 – Мандалай |              |                          |       |       |       |
|  |                          |              |                          |       |       |       |
|  | М'янма                   | 1            |                          |       |       |       |
|  | М'янма                   | 1            |                          |       |       |       |
|  | Австралія                | 0            |                          |       |       |       |

#### Півфінали
| 02.08.2017 15:00 UTC+6:30 |

| Австралія | 1:2        | Таїланд                         |
| --------- | ---------- | ------------------------------- |
| Маер 11'  | (Протокол) | Канджана 30' Ануцара 39' (пен.) |

| Мандалартхірі, Мандалай Арбітр: Лау Бік Чі (Гонконг) |

| 02.08.2017 18:00 UTC+6:30 |

| В'єтнам                                             | 3:3 (дч)   | М'янма                                             |
| --------------------------------------------------- | ---------- | -------------------------------------------------- |
| Хуйнх Нху 15' Туєт Дунг 17' Мінх Нгуєт 90+4' (пен.) | (Протокол) | Він Тхеінгі Тун 59', 90+1' (пен.) Май Тху К'яу 76' |

| Мандалартхірі, Мандалай Глядачів: 31 000 Арбітр: Оу Х'юн Джонг (Південна Корея) |

|                                             |     | Пенальті                                                                        |  |
| К'ю · Мінх Нгуєт · Туєт Дунг · Ксуєн · Тхуй | 5:4 | Він Тхеінгі Тун · Лі Лі Хлаінг · Кхін Марлар Тун · Кхін Тхан Ваі · Кхін Мое Ваі |  |

#### Матч за 3-тє місце
| 04.08.2017 15:00 UTC+6:30 |

| М'янма              | 1:0        | Австралія |
| ------------------- | ---------- | --------- |
| Він Тхеінгі Тун 20' | (Протокол) |           |

| Мандалартхірі, Мандалай Глядачів: 1 500 |

#### Фінал
| 04.08.2017 18:00 UTC+6:30 |

| В'єтнам        | 1:1 (дч)   | Таїланд     |
| -------------- | ---------- | ----------- |
| Мінх Нгуєт 85' | (Протокол) | Раттікан 7' |

| Мандалартхірі, Мандалай Арбітр: Зеїн Зеїн Ає М'янма |

| |     | Пенальті                                                                                                   |  |
| Nguyễn Thị Minh Nguyệt · Nguyễn Thị Tuyết Dung · Nguyễn Thị Muôn · Nguyễn Thị Xuyến · Chương Thị Kiều · Nguyễn Thị Liễu · Nguyễn Thị Nguyệt · Bùi Thúy An · Trần Nguyễn Bảo Châu | 5:6 | Maijarern · Srangthaisong · Sungngoen · Seesraum · Panyosuk · Thongsombut · Khueanpet · Sritala · Chinwong |  |

## Переможець
| Чемпіонат АФФ з футболу серед жінок 2016 |
| ---------------------------------------- |
| Таїланд Третій титул                     |

## Бомбардири
9 голів
- Він Тхеінгі Тун

6 голів
- Нгуєн Тхі Муон

5 голів
- Шерейлінн Аллі Піус
- Нгуєн Тхі Туєт Дунг

4 голи
- Нур Ханіза Саарані
- Мей Тху К'яу
- Анутсара Майджарерн
- Нгуєн Тхі Мінх Нгуєт

3 голи
- Еліха Аммендолія
- Меліна Айріс
- Меліна Барбіері
- Емілі Кондон
- Еллі Грін
- Ї Ї У

2 голи
- Олівія Елліс
- Грейс Маер
- Кортні Вайн
- Маліні Нордін
- Кхін Марлар Тун
- Кхін Мое Ваі
- Ваі Ваі Аунг
- Канджана Сунгнгоен
- Пітсамаі Сорнсаі
- Раттікан Тхонгсомбут
- Нуйнх Нху
- Нгуєн Тхі Ліеу

1 гол
- Алек Чидяк
- Ешлайг Лефевр
- Софі Ненадович
- Георгія Плессас
- Клер Вілер
- Дарді Рофінус
- Хлаїн Він
- Кхін Мо Мо Тун
- Крістіна де-ла-Реєш
- Каміл Вілсон
- Аліса Рукпінідж
- Ніса Ром'єн
- Оратхаі Срімані
- Танікарн Дангда
- Тханатта Чавонг
- Нгуєн Тхі Хоа
- Нгуєн Тхі Нгуєт
- Нгуєн Тхі Ксуєн
- Пхам Хаі Єн

1 автогол
- Нур Ізяні Нургхані (проти В'єтнаму)
- Луїза Маркеш (проти Малайзії)
- Наташа Сарменту (проти Малайзії)

## Скандал
У 6-му раунді післяматчевих пенальті в фіналі турніру між В'єтнамом та Таїландом тайська гравчиня Раттікан Тхонгсомбут не змогла реалізувати свій удар, оскільки в'єтнамська воротар Нгуєн Тхі Ліу зуміла відбити цей удар, проте зробила вона це лише після того, як м'яч повністю перетнув лінію воріт. Рефері з М'янми спочатку зарахував це взяття воріт, але після підказки лайнсвумен з Малайзії та наради з нею відмінив власне рішення. В'єтнамські ЗМІ назвали цей вчинок Вкраденим чемпіонством.